# Gonzalo Calzada
Gonzalo Calzada (Comodoro Rivadavia, 15 de septiembre de 1970) es un director de cine, guionista y productor de cine argentino, conocido principalmente por su trabajo en los géneros cinematográficos de la fantasía y el terror.  Su primera película, Luisa, fue distinguida con el premio Naguib Mahfuz al mejor debut como director, en el trigésimo tercer Festival Internacional de Cine de El Cairo en 2009. Su película Resurrección (2016) alcanzó registros históricos de taquilla para el género en la Argentina.

## Carrera artística
Calzada cursó la carrera de director de cine en la Universidad del Cine de Manuel Antín, donde ahora ejerce como profesor titular. También ha sido guionista, autor y productor de cine. A partir de la vivencia universitaria realizó numerosos cortometrajes donde destacan La puerta (1994), El milagro de la sangre (1996), Valdemar (2009) y Mandinga. Asimismo, documentales sobre el oficio cinematográfico en el contexto social del barrio, titulados De la escuela al cine y La película de todos.
Calzada inicia su obra en largometrajes como director de la película Luisa de 2007 sobre un guion de Rocío Azuaga. Es una comedia dramática narrada con macabro humor, donde la protagonista logra superar un accidentado período de precariedad laboral y aislamiento, gracias a su casual encuentro con inesperados personajes de la cotidianeidad citadina que la ayudarán a encarar la desgracia «con nobleza, humor, tolerancia y solidaridad». Además de ser premiada como mejor debut directorial en el Festival Internacional de Cine de El Cairo en 2009, la película resultó nominada a los Premios Cóndor de Plata 2010 en las categorías de mejor ópera prima, y de mejor actriz a su principal protagonista Leonor Manso. Igualmente la película obtuvo distinciones en las competencias de cine Metrovías en 2007 (mejor guion), Pantalla Pinamar (2009), y en el Festival Internacional de Cine de Río de Janeiro en 2009.
En 2010 Calzada dirige su segundo largometraje, La plegaria del vidente, narración de género policial basada en la novela homónima de Carlos Balmaceda. Inspirada en un hecho real ocurrido en la Argentina, cuenta la historia de un asesino en serie de prostitutas, cuya trama deviene en un intrincado ajuste de cuentas entre policías, políticos y rufianes. Antes de su estreno comercial, fue exhibida en los festivales de cine de Mar del Plata (2012) y Ceará (2014).
En 2015 Calzada realiza la película Resurrección, según historia de su propia autoría. En estilo gótico de terror, la película narra los terribles acontecimientos y tormentos espirituales que ocurren a un joven sacerdote al alistarse en un esfuerzo inesperadamente estremecedor para ayudar a las víctimas de la histórica epidemia de fiebre amarilla ocurrida en 1871. Con casi 61 000 espectadores, se convirtió en 2016 en la segunda película de terror argentina más taquillera en las salas de ese país hasta ese momento. Ese mismo año vendió más de 19 000 entradas en el Perú y tuvo también estreno comercial en el Uruguay.
En esos años Calzada se convierte en director de La Puerta Cinematográfica, compañía productora de cine.
Luciferina (2018), cinta de terror ambientada en la Argentina, es el cuarto largometraje dirigido por Calzada. Sobre guion de su propia autoría, la película narra la historia de una novicia atormentada por traumas y alucinaciones vinculadas a un grave secreto familiar, cuyo nudo sólo logra resolverse tras ansiosa búsqueda, mediante el exorcismo practicado según tradiciones chamánicas locales. Luciferina ha sido presentada en diversos festivales internacionales del género, incluyendo los de Sitges, Bruselas y Filadelfia. La película se anuncia como inicio de una trilogía con historias de jóvenes vírgenes víctimas de posesión satánica. Con 17 000 entradas vendidas, Luciferina se ubicó entre las treinta películas argentinas más taquilleras de 2018 en el mercado local.
En 2020 Gonzalo Calzada finaliza el largometraje de ficción Nocturna. Para producir este proyecto se asoció a Coruya Cine, compañía caracterizada por realizar películas de muy limitada exhibición, principalmente documentales. Se estrenó el 30 de septiembre de 2021. A diferencia de los dos largometrajes anteriores de Calzada, Nocturna tiene un desempeño austero en taquilla, atrayendo a apenas 1 667 espectadores en total. Se exhibió básicamente en salas del Instituto Nacional de Cine y Artes Audiovisuales (INCAA) con un precio económico en las entradas, generando una recaudación bruta total cercana a los quinientos dólares estadounidenses.

## Filmografía
| Año  | Título                  | Rol                          | Nota         |
| ---- | ----------------------- | ---------------------------- | ------------ |
| 1994 | La puerta               | director                     | cortometraje |
| 1996 | El milagro de la sangre | director guionista productor | cortometraje |
| 2000 | Valdemar                | director guionista           | cortometraje |
| 2003 | La vieja de la bolsa    | guionista                    | cortometraje |
| 2009 | Luisa                   | director                     |              |
| 2011 | La plegaria del vidente | director productor           |              |
| 2016 | Resurrección            | director guionista           |              |
| 2018 | Luciferina              | director guionista           |              |
| 2021 | Nocturna                | director guionista           |              |